# Tanacetum cilicium
Tanacetum cilicium (пижмо кілікійське) — вид рослин з роду пижмо (Tanacetum) й родини айстрових (Asteraceae); поширений у Західній Азії. Етимологія: лат. cilicius — за назвою провінції Кілікії на півдні Малої Азії — лат. Cilicia, дав.-гр. Κιλικιοϛ.

## Опис
Рослина 60–70 см заввишки. Прикореневі листки до 30 см; стеблові листки сіруваті, 5–15 см, перисторозсічені, довгасто-зворотноланцетоподібні за контуром, грубо-пилчасті, залозисті та запушені на обох поверхнях; сегменти довгасті, 4–7 парні, 1–3.5 × 0.4–1 см, широко гострі або тупі на верхівці. Квіткові голови численні, у кінцевих щитках. Дискові квітки 2 мм. Язичкових квіток приблизно 8, вони білі, 2 x 1.5 мм, яйцеподібні, цілі або дрібнолопатеві на верхівці. Сім'янки коричневі, 1–1.5 мм, 4–5-ребристі. Період цвітіння: червень — серпень

## Середовище проживання
Поширений в азійській Туреччині, Лівані, Сирії, північно-західному Іраку. Населяє порослі дубом тінисті береги та метаморфічні долини.